# Debalzewe
Debalzewe (ukrainisch Дебальцеве; russisch Дебальцево Debalzewo) ist eine Eisenbahnerstadt im Osten der Ukraine. Im Jahr 2014 hatte sie etwa 25.000 Einwohner.

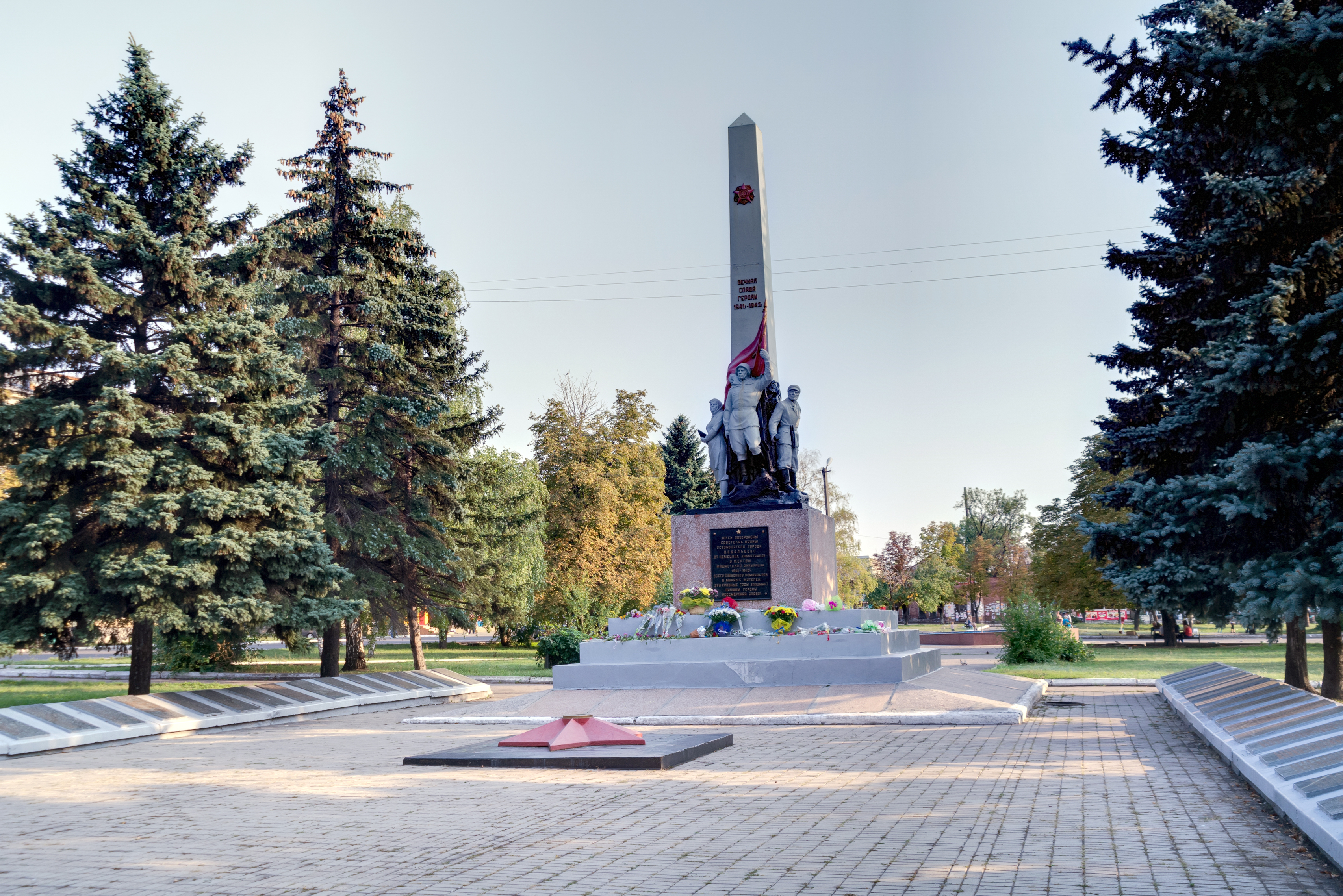
Denkmal des Großen Vaterländischen Krieges im Zentrum Debalzewes

## Geographie
Die Stadt liegt im Donbass in der Oblast Donezk 58 km nordöstlich des Oblastzentrums Donezk. Im Osten grenzt die Stadt an die Oblast Luhansk an. Im Südwesten grenzt sie an die Stadt Wuhlehirsk.

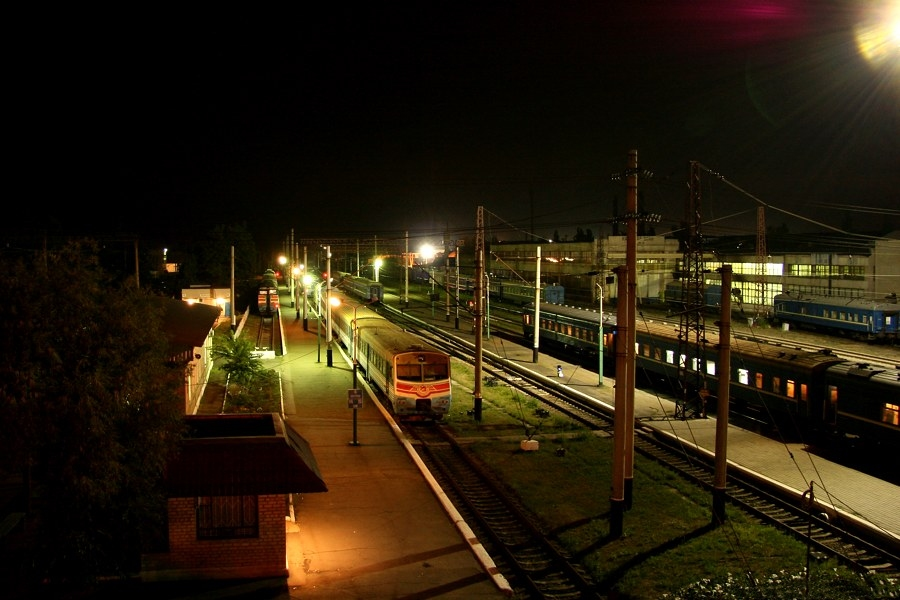
Bahnhof bei Nacht (2009)

Die Stadtgemeinde hat insgesamt 46.000 Einwohner (2013) und gliederte sich in die Stadt Debalzewe im Süden der Stadtgemeinde und die Stadt Switlodarsk sowie die Siedlung städtischen Typs Myroniwskyj im Norden der Gemeinde.
Mit dem Stichtag 20. Mai 2015 kamen die Siedlungsratsgemeinden von Switlodarsk und Myroniwskyj auf Entscheidung der Werchowna Rada zum Rajon Artemiwsk (heute Rajon Bachmut).

## Wirtschaft und Infrastruktur
Der Bahnhof Debalzewe ist ein wichtiger Knotenbahnhof im Osten der Ukraine. In diesem Bahnhof werden vier Strecken miteinander verknüpft:
- Debalzewe–Altschewsk–Luhansk–(Woronesch)–(Moskau)
- Debalzewe–Chornukyne–Swerdlowsk–(Wolgograd)
- Debalzewe–Stachanow–Popasna–Rubischne–Kupjansk
- Debalzewe–Wuhlehirsk–Horliwka–Dnipro–Kiew

Der westlich von Debalzewe gelegene Nachbarbahnhof Wuhlehirsk ist ebenfalls ein Knotenbahnhof. Hier zweigen von der Hauptstrecke nach Kiew die beiden Strecken
- Wuhlehirsk–Donezk–Mariupol und
- Wuhlehirsk–Switlodarsk–Popasna

ab. Im südlich gelegenen Nachbarbahnhof Chornukyne wiederum zweigt von der Strecke nach Swerdlowsk diejenige nach Molchalyne bzw. Schachtarsk ab.
Bei der Stadt kreuzen sich außerdem die internationalen Fernstraßen M 03 und M 04.

## Geschichte
1878 wurden die Bahnstation und die Siedlung Debalzewe gegründet. 1894 wurden Werkstätten für die Instandhaltung der Züge rund um den Bahnhof errichtet. Die Bevölkerung wuchs bis 1897 auf 2.000 Einwohner an. 1911 hatte Debalzewe 20.000 Einwohner. Zum Ende des Russischen Kaiserreichs wurden die Eisenbahnanlagen um einen der dort damals wenigen Rangierbahnhöfe mit Ablaufberg ergänzt. In den 1930er Jahren wurde die Stadt an das Strom- und Wassernetz angeschlossen und kulturelle Einrichtungen wie der Palast der Kultur wurden gebaut. 1938 erhielt Debalzewe den Status einer Stadt. Nach schweren Zerstörungen im Deutsch-Sowjetischen Krieg wurde Debalzewe in der Nachkriegszeit wiederaufgebaut.
Während des Krieges in der Ukraine seit 2014 war die Stadt Schauplatz langwieriger Gefechte zwischen prorussischen Separatisten und ukrainischen Verbänden. Mitte 2014 wurde der örtliche Bahnhof bis auf weiteres stillgelegt. Ende Juli 2014 eroberte die ukrainische Armee den Ort zurück. Ab Januar 2015 griffen russische Truppen und Rebellen die Stellung der Regierungstruppen mit schweren Waffen an. Am 17. Februar 2015 drangen die russischen Truppen in den Ort ein, obwohl im Abkommen Minsk II ein vom 15. Februar ab gültiger Waffenstillstand vereinbart war. Am Tag darauf gab der Präsident der Ukraine Poroschenko den Rückzug der Armee aus der Stadt bekannt, die seither unter Kontrolle der Separatisten steht.
Am 24. Februar 2022 begannen russische Truppen einen völkerrechtswidrigen Angriffskrieg auf die Ukraine. Seitdem befinden sich zahlreiche russische Truppen an der Ostfront der Ukraine.

## Bevölkerung
| 1923  | 1926   | 1939   | 1959   | 1970   | 1979   | 1989   | 2001   | 2005   | 2014   |
| ----- | ------ | ------ | ------ | ------ | ------ | ------ | ------ | ------ | ------ |
| 9.586 | 13.100 | 34.202 | 33.847 | 35.366 | 33.871 | 35.511 | 30.246 | 28.644 | 25.184 |

Quelle:
Die Bevölkerung besteht zu 64,4 % aus Ukrainern, 32,6 % Russen und 1 % Angehörigen anderer Ethnien.

## Persönlichkeiten
- Wolodymyr Sosjura (1898–1965), Schriftsteller, Dichter und Lyriker
- Boris Schtscherbina (1919–1990), sowjetischer Politiker
- Wladimir Sergejewitsch Imschennik (1928–2023), russischer theoretischer Physiker
- Myroslaw Rudenko (* 1983), Politiker der Volksrepublik Donezk